# 遗留代码
遗留代码是指与已经取消支持或维护的操作系统或其他计算机技术有关的源代码。此术语还可用来表示以维护老旧的功能而插入现代软件中的代码。

## 现代解释
近年来，软件工程社区中已衍生出遗留代码的多种解释。其中最流行的是“他人遗留下的源代码”和“旧版本的软件中遗留下来的代码”。Michael Feathers 引入遗留代码引入了一种定义：“没有测试的代码”，反映了由于缺乏自动化的回归测试遗留代码很难维护的观点。